# Friedrich I. (Baden und Verona)
Markgraf Friedrich von Baden (* um 1167; † 1218 in Damiette) war mitregierender Markgraf von Verona und Baden.
Markgraf Friedrich ist der Sohn von Hermann IV. von Baden und Bertha von Tübingen, einer Tochter des Pfalzgrafen Ludwig.
Markgraf Friedrich zog mit König Andreas II. von Ungarn im Fünften Kreuzzug gegen Ägypten und fiel im Jahre 1218 bei Damiette.